# Östermalm, Stockholm
Östermalm är en stadsdel i Stockholms innerstad. Östermalm förknippas bland annat med exklusiva bostadskvarter såsom Strandvägen, Karlaplan, Villastaden, Lärkstaden och Diplomatstaden. Östermalm ingår i Norra innerstadens stadsdelsområde.

## Gränser
Östermalm avgränsas i väster av Birger Jarlsgatan i hela dess längd, i nordöst av Valhallavägen, i öster av Valhallavägens förlängning ner mot Djurgårdsbrunnsviken strax väster om Villa Källhagen och i söder av kajen längs med Strandvägen.

## Historik
Östermalm är ingen malm i ursprunglig betydelse, en sand- eller moränhöjd. Från början användes benämningen om östra delen av Norrmalm, vilket motsvarar öster om Sveavägen fram till Birger Jarlsgatan. År 1885 byttes namnet på Ladugårdslandet till Östermalm. Det motsvarade då öster om Norrmalm, alltså öster om Birger Jarlsgatan och ordet malm hade även fått betydelsen yttre stadsdel. Ladugårdslandet anspelade på att där fanns fyra kungsladugårdar: Medelby, Kaknäs, Unnanrör och Vädla. Av dem lever endast namnet Kaknäs kvar. 
Den första stadsplanen för Östermalm, gjord 1640, omfattade främst gatorna kring Östermalmstorg. På den tiden var Östermalm ett populärt utflyktsmål och gårdarna användes mest som sommarställen. Med tiden blev en allt större del av områdets befolkning militärer. Ladugårdsgärdet blev känt som en fattig och smutsig stadsdel. I mitten av 1800-talet skedde en omfattande ombyggnad av stadsdelen varefter antalet förmöget folk ökade. Det gamla namnet ansågs därmed opassande och 1885 antogs det nya namnet Östermalm.
Namnet Ladugårdsgärdet lever dock kvar. Sedan 1933 är det namnet på den angränsande stadsdelen, området som sträcker sig norrut från Valhallavägen och österut från Lidingövägen. I dagligt tal kallas det Gärdet. På Östermalm låg också en av Stockholms gamla stadstullar: Ladugårdslandstullen. De två tullhusen låg där Karlaplansfontänen ligger i dag.
Det äldre stadsdelsnamnet återfinns i Ladugårdslandsviken vattnet söder om Strandvägen.

## Miljö

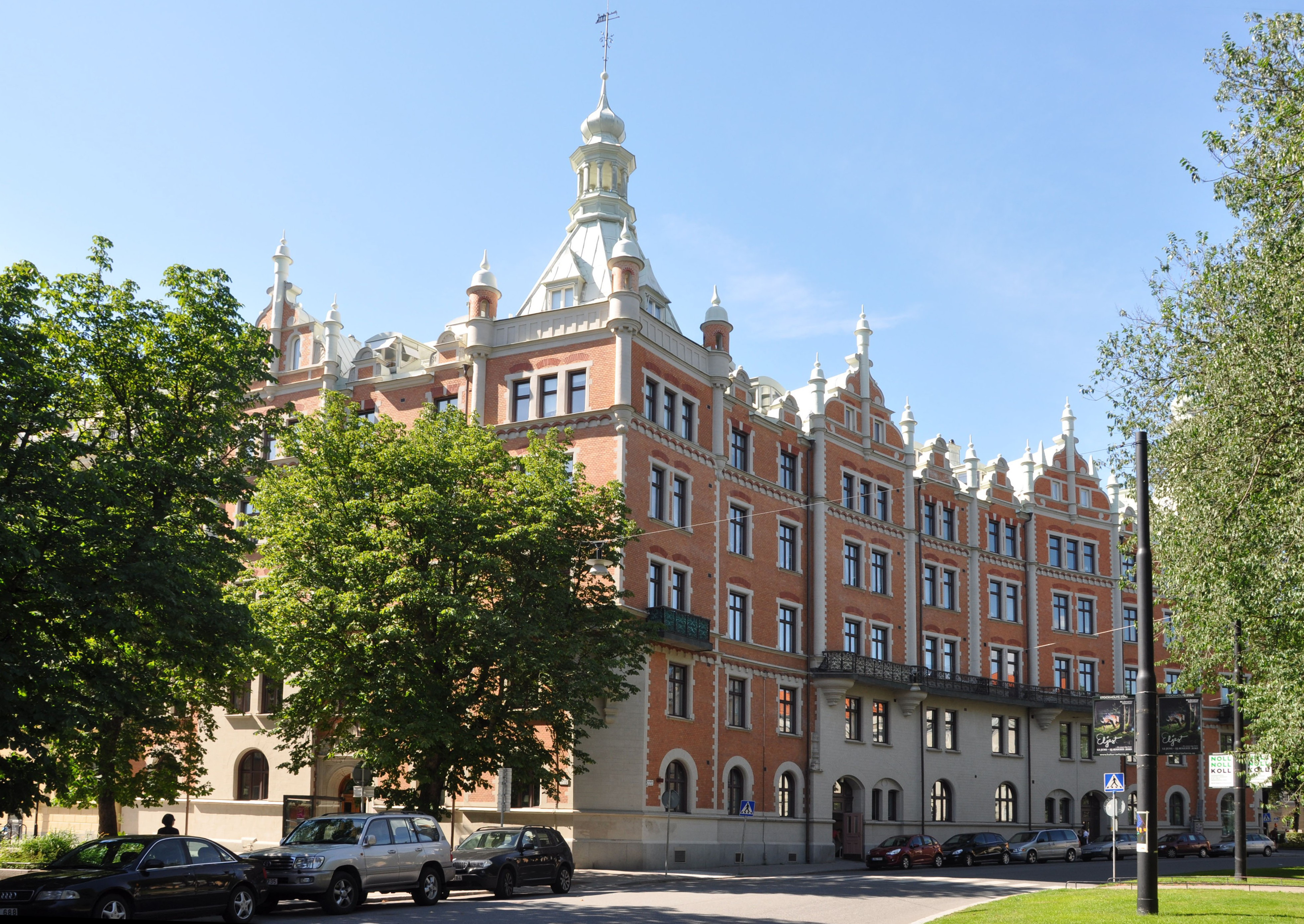
Bostadshus från 1880- och 1890-talet vid Karlaplan.

Östermalm öster om Sturegatan är byggt efter en strikt rutnätsplan där bredare öst-västliga gator korsar smalare gator gående från syd till nord. För att planen skulle kunna följas sprängdes Tyskbagarbergen norr om Karlavägen bort vid 1800-talets slut. Rutnätet avbryts endast av esplanaden Narvavägen och den cirkulära Karlaplan. Merparten av bebyggelsen härrör från tiden 1880-1930, men såväl äldre som nyare byggnader finns insprängda bland sekelskifteshusen. Husen är vanligen fem bostadsvåningar höga och utförda med eleganta fasader i sten, puts eller tegel. De mest praktfulla husen återfinns längs Strandvägen, Narvavägen, Valhallavägen och Karlavägen. Bakom fasaderna döljer sig oftast förhållandevis stora lägenheter, ofta utförda med rika snickerier, boaseringar och stuckaturer. Stadsdelen påverkades endast måttligt av 1960-talets citysanering.
Nordost om Karlaplan är bebyggelsen modernare och främst funkisinspirerad. Mellan Sturegatan och Engelbrektsgatan utbreder sig Villastaden, där flertalet hus är indragna från gatan med förträdgårdar, en rest från den tid under 1800-talet då det främst fanns villor i området. Väster om Engelbrektsgatan är terrängen mer kuperad, vilket bland annat resulterat i Lärkstadens oregelbundna gatunät kantade av nationalromantiska bostadshus.
På södra Östermalm, även kallat Nedre Östermalm då det ligger närmare vattnet, ligger Hovstallet, Armémuseum, Historiska museet, Dramaten, Scenkonstmuseet och Diplomatstaden. Andra viktiga byggnader i stadsdelen är TV- och Radiohusen, kontorskomplexet Garnisonen, köpcentrumet Fältöversten, Östermalms saluhall, Sturegallerian, Fredrikshovs Slott samt Engelbrektskyrkan, Hedvig Eleonora kyrka, Oscarskyrkan och Gustav Adolfskyrkan.
Under 1900-talet har Östermalm utvecklats till ett område som ofta anses ha hög social status och som regelbundet uppvisar Sveriges högsta lägenhetspriser. Många ledande personer inom näringsliv, förvaltning och nöjesbranschen är bosatta här.

## Gator

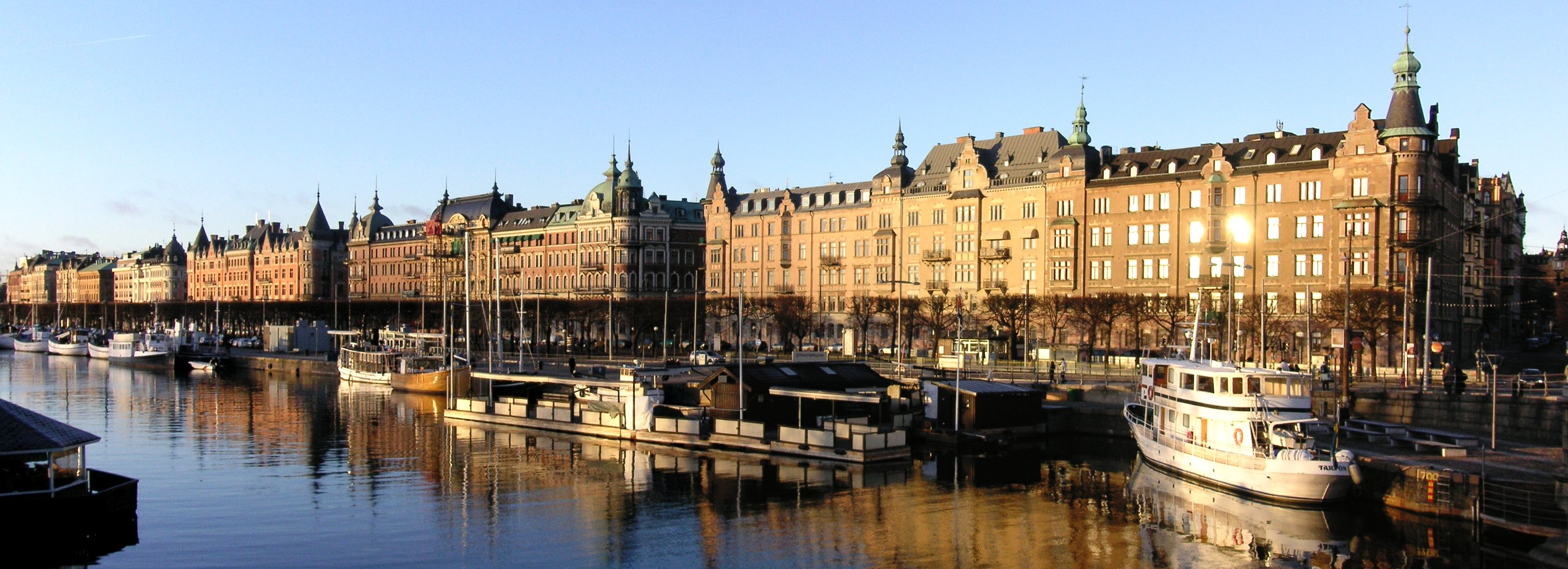
Strandvägen från Djurgårdsbron till Nybroplan i december 2007.

Under Albert Lindhagens tid som Stockholms stadsplanerare på 1870-talet beslutades en övergripande reglering av gatusystemet även för Östermalm. Lindhagen var förespråkare av långa alléer som mötts vid stora stjärnplatser. Idéerna för utbyggnaden av stenstaden hämtades främst från de stora kejsarstäderna på kontinenten, S:t Petersburg, Wien, Paris och Berlin, där bland annat Georges-Eugène Haussmanns boulevarder i Paris blev förebilder.
För Östermalms nya gatunät innebar detta en huvudaxel i nord-sydriktning strax väster om Humlegården (ungefär i Birger Jarlsgatans sträckning) och tre huvudgator utgående från stjärnplatsen Karlaplan; med Valhallavägen mot nordväst, Narvavägen mot syd och en öst-västförbindelse som skulle gå nästan diagonalt genom Flemings rutnät ända fram till Sveavägen. Längs Ladugårdslandsviken planerade Lindhagen föregångaren till Strandvägen; Ladugårdslands strandväg. Trots långa och envisa förhandlingar kunde Lindhagen inte ”rädda” hela sin plan, bland annat blev öst-västaxeln aldrig förverkligad. Medan nedre Norrmalm förändrades starkt under Norrmalmsregleringen på 1950- till 1970-talen, har Östermalm behållit mycket av sin ursprungliga stadsbild.